# رولف تريغفه بوش
رولف تريغفه بوش (بالنرويجية البوكمول: Rolf Trygve Busch)‏ هو دبلوماسي نرويجي، ولد في 15 نوفمبر 1920 في Spydeberg ‏ في النرويج، وتوفي في 18 ديسمبر 2016 في أوسلو في النرويج.